# Rolf Widmer
Rolf Widmer (* Mai 1971) ist ein Politiker (CVP) aus Bilten im Schweizer Kanton Glarus.

## Biografie
Der studierte Volkswirtschaftler und vormals selbständige Unternehmer war 1998–2004 im Landrat, 1998–2003 im Kapellenrat Bilten und im Kirchenrat Bilten-Niederurnen. 1999 erhielt er von der Universität St. Gallen einen Lehrauftrag für Monetäre Ökonomie, Makroökonomie und allgemeine Volkswirtschaftslehre. Als Regierungsrat leitet er seit 2004 die kantonale Direktion für Landwirtschaft, Wald und Umwelt. 2006–2010 amtierte er als Landesstatthalter. Aus familiären Gründen entschied er sich, nicht für den Posten des Landammannes anlässlich der Landsgemeinde 2010 zu kandidieren, so dass Robert Marti dieses Amt übernahm. 2016–2018 war er Landammann von Glarus.
2021 wechselte er in die Geschäftsleitung der Glarner Kantonalbank. Den Regierungsratssitz gab er per Ende April 2021 ab, als sein Nachfolger wurde Markus Heer (SP) gewählt.
Rolf Widmer ist verheiratet und Vater von zwei Kindern. 